# Loxandrus saphyrinus
Loxandrus saphyrinus är en skalbaggsart som beskrevs av Maximilien de Chaudoir. Loxandrus saphyrinus ingår i släktet Loxandrus och familjen jordlöpare. Inga underarter finns listade i Catalogue of Life.